# Sebseb
Sebseb è un comune dell'Algeria, situato nella provincia di Ghardaïa.